# Nathaniel Bliss
Nathaniel Bliss (ur. 28 listopada 1700 w Bisley, w hrabstwie Gloucestershire; zm. 2 września 1764 w Oksfordzie) – angielski astronom, duchowny anglikański. Czwarty Astronom Królewski w latach 1762-1764.

## Życiorys
Studiował w Pembroke College, w Oksfordzie. Studia ukończył w 1720 uzyskawszy bakalaureat, stopień Master of Arts uzyskał w 1723. Rektor (proboszcz) kościoła St. Ebbes w Oksfordzie od 1736, następca Edmonda Halleya na stanowisku profesora geometrii na Uniwersytecie Oksfordzkim od 1742, członek Royal Society od tego samego roku. Korespondent i przez pewien czas asystent Jamesa Bradleya, uczestniczył w jego obserwacjach tranzytu Wenus w 1761.
Jako Astronom Królewski nadzorował weryfikację chronometru Johna Harrisona.
Pochowany obok Halleya na cmentarzu St. Margaret's w Lee w południowo-wschodnim Londynie.